# Opadanie liściem

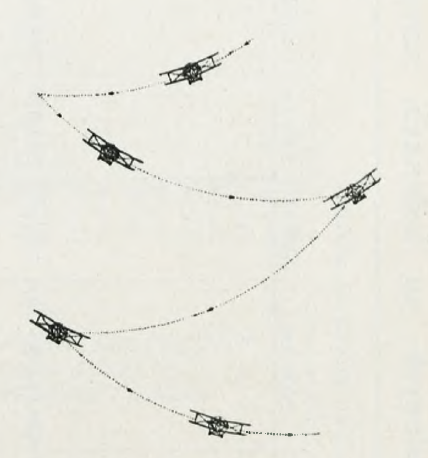
Padanie liściem

Opadanie liściem (padanie liściem) – figura akrobacji lotniczej, w której samolot opada z bardzo małą prędkością postępową, ślizgając na przemian w lewo i w prawo.